# アンスガルド・ド・ブルゴーニュ
アンスガルド・ド・ブルゴーニュ（Ansgarde de Bourgogne, 826年 - 880/2年）は、西フランク王ルイ2世（吃音王）の最初の妻。ルイ3世とカルロマン2世の母親。ルイ吃音王がアキテーヌ王だった時代の王妃であるが、夫が西フランク王位に就く前に離縁された。

## 生涯
ブルグント伯アルドゥアン（Hardouin de Bourgogne）の娘として生まれた。862年、36歳の時に20歳年下で当時は16歳の少年だったルイ吃音王と秘密裏に結婚し、4人の子供をもうけた。シャルル2世禿頭王は後継ぎとなる息子ルイ吃音王に、正式な王妃としてパリ伯アダラールの娘アデライードを迎えるよう求めた。ルイ吃音王は父の命令に従ってアンスガルドとの婚姻の無効を成立させ、875年にアデライードと再婚した。879年にルイ吃音王が死んだとき、王妃アデライードには娘が1人しかおらず、懐妊していた子供も男児かどうかは判らなかった。アンスガルドはこの機会を利用して、2人の息子ルイ3世とカルロマン2世を共同で西フランク王位に就かせることに成功した。
アンスガルドは自身と息子たちの地位を安泰なものにすべく、息子たちの即位を支持したランス大司教ヒンクマールに、婚姻の無効宣言の正統性について審議しなおすよう要請した。さらに懐妊中だった王妃アデライードが王子（後のシャルル3世単純王）を出産すると、息子たちの地位の正統性が疑われたため、アデライードが夫の存命中に不貞を働いたとして王妃を非難した。アンスガルドはその後まもなく亡くなり、息子たちも子孫を残さないまま相次いで亡くなった。

## 子女
- ルイ3世（863年 - 882年） - 西フランク王
- カルロマン2世（867年 - 884年） - 西フランク王
- イルドガルト
- ジゼル - トロワ伯ロベール1世と結婚